# Jackson Center (Ohio)
Jackson Center es una villa ubicada en el condado de Shelby en el estado estadounidense de Ohio. En el Censo de 2010 tenía una población de 1462 habitantes y una densidad poblacional de 335,2 personas por km².

## Geografía
Jackson Center se encuentra ubicada en las coordenadas 40°26′21″N 84°2′27″O / 40.43917, -84.04083. Según la Oficina del Censo de los Estados Unidos, Jackson Center tiene una superficie total de 4.36 km², de la cual 4.34 km² corresponden a tierra firme y (0.48%) 0.02 km² es agua.

## Demografía
Según el censo de 2010, había 1462 personas residiendo en Jackson Center. La densidad de población era de 335,2 hab./km². De los 1462 habitantes, Jackson Center estaba compuesto por el 98.08% blancos, el 0% eran afroamericanos, el 0% eran amerindios, el 0.14% eran asiáticos, el 0% eran isleños del Pacífico, el 0.62% eran de otras razas y el 1.16% pertenecían a dos o más razas. Del total de la población el 1.71% eran hispanos o latinos de cualquier raza.